# Mitrochinarkivet

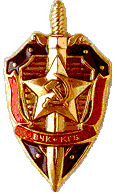
KGB:s emblem.

Mitrochinarkivet är de samlade anteckningar som Vasilij Mitrochin förde under 30 års tjänst som major och arkivarie i KGBs första direktorats arkiv. Efter att ha hoppat av från Ryssland 1992 till Storbritannien skrev Mitrochin tillsammans med Christopher Andrew flera böcker i vilka han avslöjade detaljer om Sovjetunionens underrättelseoperationer.

## Avslöjanden
Bland de många avslöjandena ingick att mer än hälften av sovjetiska vapen var baserade på amerikanska vapen, att KGB avlyssnade Henry Kissingers telefon och att man haft spioner i nästan alla USA:s stora vapentillverkare. I Frankrike hade åtminstone 35 högt placerade politiker arbetat för KGB under kalla kriget. I Tyskland hade KGB infiltrerat alla de stora partierna, domstolarna och polisen.
Spioner avslöjade som ett resultat av Mitrochins avhopp inkluderar
- Sverker Åström, kabinettssekreterare på UD, POL chef UD m.m. Kodnamn "Geting"
- Rolf R:son Sohlman, född 24 oktober 1900 i Karlskoga, död 23 juli 1967 i Paris, var en svensk diplomat, ambassadör från 1947 i Moskva. Kodnamn "Solstickan"
- Melita Norwood, (kodnamn Hola), brittisk tjänsteman med tillgång till kärnvapenhemligheter,
- John Symonds (kodnamn Skotte),
- Tom Driberg (kodnamn Lepage), en tidigare parlamentsmedlem ur Englands labourparti som hade besökt Moskva tillsammans med Guy Burgess,
- Raymond Fletcher en tidigare parlamentsmedlem ur Englands labourparti,
- Robert Lipka, anställd vid USA:s National Security Agency, [1] Lipka insisterade på sin oskuld ända tills hans åtal skulle börja och det avslöjades att det ledande vittnet mot honom var en tidigare KGB-arkivarie med bevis för hans samarbete med KGB,
- Claude Estier, tidigare ledare för franska socialistpartiet och en av den tidigare presidenten François Mitterrands förtrogna.

'Statschefer som samarbetat med KGB inkluderar
- Kalevi Sorsa Statsminister i Finland

- Salvador Allende, som utöver sin mer synliga roll som vän till Kubas kommunistiske ledare Fidel Castro tog emot finansiellt stöd i valet 1970 och tog emot råd och hjälp från sin KGB-officer i arbetet med att reorganisera Chiles militär och underrättelseväsen.[2]

KGB-operationer som avslöjas i arkivet inkluderar
- försök att hetsa minoritetsgrupper  i USA mot varandra genom förfalskade hatbrev till militanta grupper,
- läckta dokument från vapentillverkare inklusive Boeing, Fairchild, General Dynamics, IBM och Lockheed Corporation, vilket gav ryssarna detaljerad information om Trident-, Peacekeeper- och Tomahawk-robotarna.

Utpekade men ej konfirmerade är
- Kabinettssekreterare Pierre Schori
- Richard Clements, vän till Neil Kinnock, tidigare ledare för labourpartiet, som[förtydliga] förnekade samarbetet som ”totalt nonsens”,
- Romano Prodi,
- Carlos Fonseca Amador (kodnamnet GIDROLOG) som grundade Sandinisterna.[3]

## Uttalat om Mitrochinarkivet
FBI karakteriserade arkivet som ”de mest kompletta och heltäckande underrättelser någonsin erhållna från någon källa”, publiceringen av Mitrochinarkivet har initierat parlamentsundersökningar i Storbritannien, Indien och Italien. 
New York Times beskrev avslöjandena som ”kanske den enda rest av en stor volym material som efter detta förstörts av KGB”. 
En recension i the Central European Review beskrev Mitrochins och Andrews arbete som ”fascinerande läsning för den som är intresserad av spionage, underrättelseinhämtning och dess roll för 1900-talets diplomatiska historia” och att det erbjöd ”insyn i den sovjetiska världssynen”. 
Den kände J. Arch Getty från UCLA fann Mitrochins arkiv ”fascinerande” men ifrågasatte också dess trovärdighet. Även andra historiker har rest frågor om materialet, eftersom Mitrochin bara gjorde kopior och inte tog några originaldokument.

## Böcker
- Vasili Mitrokhin och Christopher Andrew, The Sword and the Shield: The Mitrokhin Archive and the Secret History of the KGB, Basic Books, 1999, ISBN 0-465-00310-9
- Vasili Mitrokhin och Christopher Andrew, The World Was Going Our Way: The KGB and the Battle for the Third World, Basic Books, 2005, ISBN  0-465-00311-7